# Гарячий Павло Павлович
Гарячий (Горячий) Павло Павлович (13 січня 1893, с. Буда-Горобіївська Канівського повіту Київської губернії — 23 лютого 1943, м. Кременець, тепер Тернопільська область) — український військовий діяч, сотник Армії УНР.

## Життєпис
Народився в селі Буда-Горобіївська Канівського повіту Київської губернії. У 1911 закінчив чотирикласну Канівську міську школу.
Під час Першої світової війни служив у 1-й мортирній запасній батареї. 1 жовтня 1916 року закінчив 3-тю Київську школу прапорщиків. Наприкінці 1917-го Гарячого направили до Проскурівського кордонного полку.

### В Армії УНР
З січня 1918 служить сотником 1-ї сотні 1-го Гайдамацького кінного партизанського куреня імені отамана Яна Кармелюка, сформованого Юрієм Ківерчуком і поручником Миколаєнком у Кам'янці-Подільському та його околицях.
18 листопада 1919 був серйозно побитий більшовиками та з великими труднощами врятувався. Після лікування в грудні 1919 Павла Гарячого було інтерновано. Спершу він перебував у Луцьку, потім у таборах Щипйорно і Ланцута.
Навесні 1920-го вступив до 6-ї Січової стрілецької дивізії, з якою пройшов усю кампанію 1920. 21 листопада вдруге інтернований поляками. Перебував у таборі в Щипйорно, де закінчив у 1924 реальну школу.

### На еміграції
Після звільнення з табору навчався на агрономічно-лісовому відділі Української господарської академії в Подєбрадах. Після закінчення академії працював у Польщі, в Познані.

### Загибель
З грудня 1941 до лютого 1943 Павло Гарячий проживав у місті Кременець та працював викладачем Білокриницької лісової школи. 
Одним з його учнів був Микола Якович Чорнобай, член ОУН(б), який згадував: 
| Полковник Павло Гарячий викладав у нас “лісництво”, а після занять, у лісі навчав нас іншого предмету – “тактики”. |
Учнями Павла Гарячого були члени обох гілок ОУН. У лютому 1943 загін ОУН під командуванням «Крука» захопив Кременецьку в'язницю, заради засуджених до розстрілу в'язнів. У відповідь гестапо того 23 лютого 1943 року арештувало та розстріляло відомих у місті українців, в тому числі Павла Гарячого.

## Вшанування пам'яті
- У лісовому технікумі в Білокриниці встановлена меморіальна дошка Павлу Гарячому.
- У Каневі його ім'ям названо одну з вулиць міста[1].